# Nationaal Museum van Vanuatu

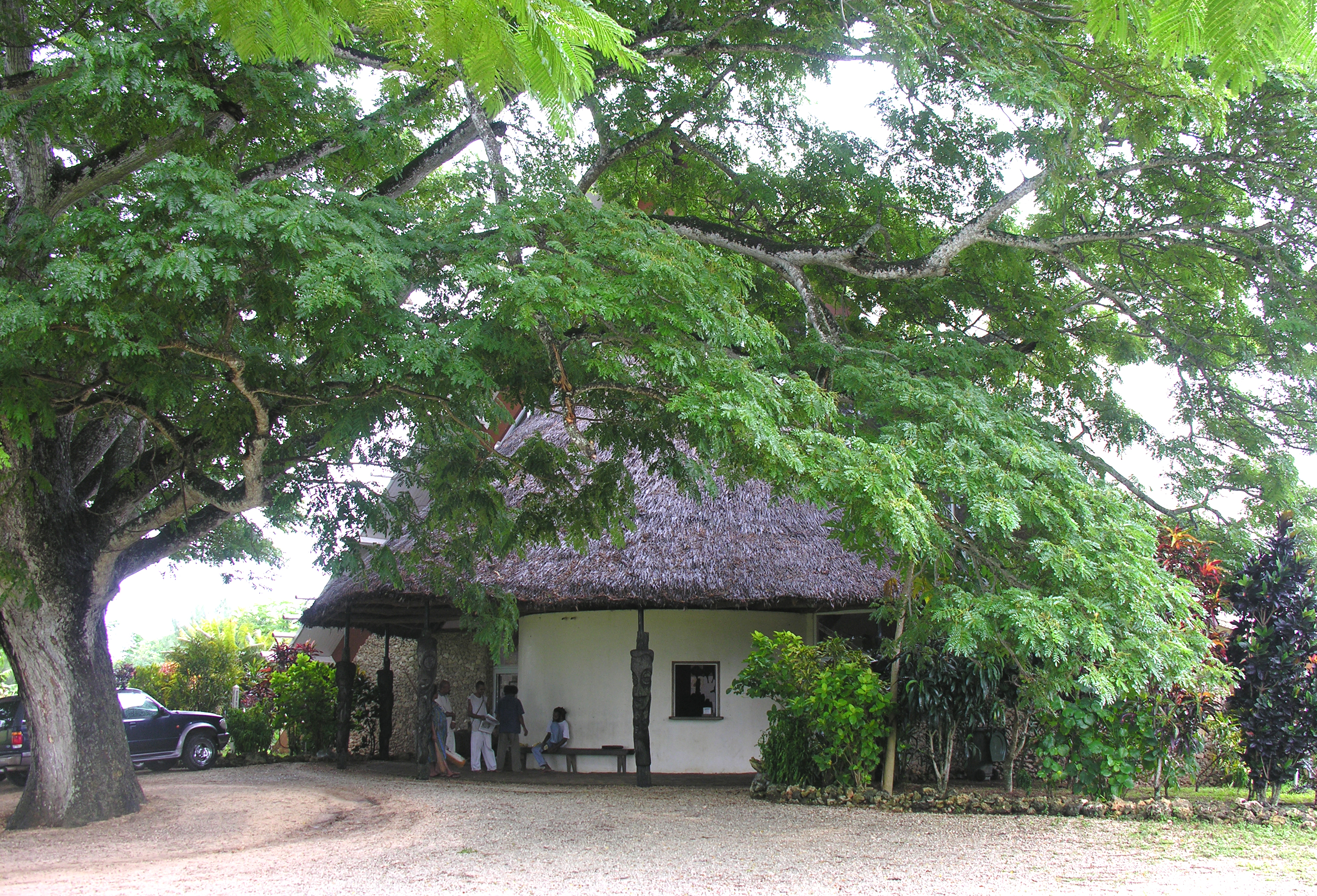

Het Nationaal Museum van Vanuatu is een museum gelegen in de Vanuatuaanse hoofdstad Port Vila. Het museum bevat verschillende aspecten van de Vanuatuaanse cultuur, zoals matten, kajaks en aardewerk, maar het bevat ook fossielen die op de eilandengroep zijn gevonden.
Het Cultureel Centrum van Vanuatu werd opgericht in 1959. Vanaf het begin was het de bedoeling dat het een Nationaal Museum van Vanuatu zou omvatten.  In 1960 werd een raad van bestuur opgericht met Britse, Franse en ni-Vanuatu leden.